# المات
المات منطقة عراقية بقضاء الرطبة بمحافظة الأنبار بهضبة الوديان بالبادية العراقية غرب العراق، في شمال مدينة الرطبة، وبينهما 10 كيلومتراً، فيها آبار، عذبة خرايج غزيرة عقمها 12 متراُ فأقل، ويضاف إليها سدّ المات.